# 毛叶沼泽蕨
毛叶沼泽蕨（学名：Thelypteris palustris var. pubescens）为金星蕨科沼泽蕨属下的一个变种。